# Cyrtandra janowskyi
Cyrtandra janowskyi är en tvåhjärtbladig växtart som beskrevs av Rudolf Schlechter. Cyrtandra janowskyi ingår i släktet Cyrtandra och familjen Gesneriaceae. Inga underarter finns listade i Catalogue of Life.